# Tata în călătorie de afaceri
Tata în călătorie de afaceri (în sârbă Otac na službenom putu) este un film din 1985 al regizorului iugoslav Emir Kusturica.

## Prezentare
Filmul este povestea unui băiat, Malik, al cărui tată este trimis la muncă forțată, fiind suspectat că ar lucra pentru Cominform-ul sovietic (într-o perioadă în care relațiile între Iugoslavia și URSS erau tensionate). Micul Malik crede însă că tatăl său e plecat într-o "călătorie de afaceri".

## Distribuție
- Moreno de Bartoli - Malik Malkoč
- Miki Manojlović - Mehmed "Meša" Malkoč
- Mirjana Karanović - Senija "Sena" Malkoč (născută Zulfikarpašić)
- Mira Furlan - Ankica Vidmar
- Mustafa Nadarević - Zijah "Zijo" Zulfikarpašić
- Predrag Laković - Franjo
- Pavle Vujisić - Muzafer Zulfikarpašić
- Slobodan Aligrudić - Ostoja Cekić
- Aleksandar Dorčev - Dr. Evgeni Liakhov
- Silvija Puharić -  Masha Liakhov
- Emir Hadžihafizbegović - Fahro Zulfikarpašić
- Davor Dujmović - Mirza Malkoč
- Eva Ras - Ilonka Petrović
- Jelena Čović - Nataša Petrović
- Amer Kapetanović - Serjoža Petrović
- Zoran Radmilović - Brko Pilot
- Tomislav Gelić - Hamdo Malkoč, barber
- Zaim Muzaferija - Predsjednik

## Primire
Filmul a câștigat surprinzător premiul Palme d'Or la Festivalul de film de la Cannes din 1985, și a primit și o nominalizare la premiul Oscar pentru cel mai bun film străin.
| Premiu                        | Data ceremoniei  | Categorie                                  | Primitor(i)       | Rezultat     | Ref.   |
| ----------------------------- | ---------------- | ------------------------------------------ | ----------------- | ------------ | ------ |
| Academy Awards                | 24 martie 1986   | Best Foreign Language Film                 | Emir Kusturica    | Nominalizare | [ 12 ] |
| Cannes Film Festival          | 8 – 20 mai 1985  | Palme d'Or                                 | Emir Kusturica    | Câștigat     | [ 13 ] |
| Cannes Film Festival          | 8 – 20 mai 1985  | FIPRESCI Prize                             | Emir Kusturica    | Câștigat     | [ 13 ] |
| David di Donatello            | 1985             | Best Foreign Director                      | Emir Kusturica    | Nominalizare | [ 14 ] |
| Golden Globes                 | 24 ianuarie 1986 | Best Foreign Film                          | Emir Kusturica    | Nominalizare | [ 15 ] |
| National Board of Review      | 27 ianuarie 1986 | Top Foreign Films                          | Emir Kusturica    | Câștigat     | [ 16 ] |
| Festivalul de Film de la Pula | 20-27 iulie 1985 | Marea Arenă de Aur pentru cel mai bun film | Emir Kusturica    | Câștigat     | [ 17 ] |
| Festivalul de Film de la Pula | 20-27 iulie 1985 | Golden Arena for Best Actress              | Mirjana Karanović | Câștigat     | [ 18 ] |